# Noorderbreedtebrug
De Noorderbreedtebrug is een bouwkundig kunstwerk in Amsterdam-Noord.
De brug ligt wel in de gemeente Amsterdam, maar niet op de grond van die gemeente. De voet- en fietstunnel ligt namelijk in Rijksweg 10 in het deel dat de naam Ringweg-Noord droeg. Dat deel van die ringweg werd in de periode tussen 1981 en 1995 aangelegd. Het begon als een witte strook zand tussen gemeenten Amsterdam en Landsmeer in beginjaren negentig werd de weg aangelegd met als ultiem sluitstuk (of beginstuk) de Zeeburgertunnel. In het traject tussen Zeeburgertunnel en Coentunnel werden in de rijksweg diverse betonnen kunstwerken geprojecteerd om de verbinding tussen Amsterdam-Noord en Landsmeer in stand te houden. De Noorderbreedtebrug leidt het Dorspad/Pieter Weerspad onder de ringweg door. De brug is van beton met keermuren van damwandprofiel.
De brug ging vanaf oplevering naamloos door het leven maar kreeg in 2017 een vernoeming naar de straat Noorderbreedte in Banne Noord; op zich vernoemd naar geografische aanduiding noorderbreedte.